# سيسنا 182
سيسنا 182 (بالإنجليزية: Cessna 182)‏ هي طائرة خفيفة، متعددة الأغراض بأربعة مقاعد. أنتجت في 1956 بالولايات المتحدة. من صناعة سيسنا. ومازالت في الخدمة حتى الآن. صنع منها 23,237 طائرة، وسعر الطائرة الواحدة منها هو 182T Skylane 398,100 ,T182T Turbo SkylaneUnited States 443,500 دولار.